# Takeshi Urata
Takeshi Urata (浦田武?, Urata Takeshi; 1947 – 15 dicembre 2012) è stato un astronomo giapponese.
Urata è un prolifico scopritore di asteroidi, osservati dall'osservatorio di Nihondaira e dall'osservatorio di NachiKatsuura . È inoltre coscopritore della cometa periodica 112P/Urata-Niijima. È stato il responsabile della Sezione corpi minori dell'Oriental Astronomical Association. L'asteroide 3722 Urata prende il nome da lui.

## Asteroidi scoperti
Urata ha scoperto o coscoperto 629 asteroidi; di seguito un elenco non completo:
| Asteroide           | Designaz. provv. | Data della scoperta | Coscopritore/i                 |
| ------------------- | ---------------- | ------------------- | ------------------------------ |
| 2090 Mizuho         | 1978 EA          | 12 marzo 1978       |                                |
| 3165 Mikawa         | 1984 QE          | 31 agosto 1984      | Kenzo Suzuki                   |
| 3178 Yoshitsune     | 1984 WA          | 21 novembre 1984    | Kenzo Suzuki                   |
| 3432 Kobuchizawa    | 1986 EE          | 7 marzo 1986        | Masaru Inoue e Osamu Muramatsu |
| 3533 Toyota         | 1986 UE          | 30 ottobre 1986     | Kenzo Suzuki                   |
| 3565 Ojima          | 1986 YD          | 22 dicembre 1986    | Tsuneo Niijima                 |
| 3585 Goshirakawa    | 1987 BE          | 28 gennaio 1987     | Tsuneo Niijima                 |
| 3686 Antoku         | 1987 EB          | 3 marzo 1987        | Tsuneo Niijima                 |
| 3733 Yoshitomo      | 1985 AF          | 15 gennaio 1985     | Kenzo Suzuki                   |
| 3828 Hoshino        | 1986 WC          | 22 novembre 1986    | Kenzo Suzuki                   |
| 3902 Yoritomo       | 1986 AL          | 14 gennaio 1986     | Shigeru Inoda                  |
| 3950 Yoshida        | 1986 CH          | 8 febbraio 1986     | Shigeru Inoda                  |
| 4035 Thestor        | 1986 WD          | 22 novembre 1986    | Kenzo Suzuki                   |
| 4037 Ikeya          | 1987 EC          | 2 marzo 1987        | Kenzo Suzuki                   |
| 4200 Shizukagozen   | 1983 WA          | 28 novembre 1983    | Yoshiaki Banno                 |
| 4212 Sansyu-Asuke   | 1987 SB2         | 28 settembre 1987   | Kenzo Suzuki                   |
| 4374 Tadamori       | 1987 BJ          | 31 gennaio 1987     | Kenzo Suzuki                   |
| 4375 Kiyomori       | 1987 DQ          | 28 febbraio 1987    | Tsuneo Niijima                 |
| 4376 Shigemori      | 1987 FA          | 20 marzo 1987       | Tsuneo Niijima                 |
| 4377 Koremori       | 1987 GD          | 4 aprile 1987       | Tsuneo Niijima                 |
| 4402 Tsunemori      | 1987 DP          | 25 febbraio 1987    | Tsuneo Niijima                 |
| 4445 Jimstratton    | 1985 TC          | 15 ottobre 1985     | Kenzo Suzuki                   |
| 4488 Tokitada       | 1987 UK          | 21 ottobre 1987     | Kenzo Suzuki                   |
| 4574 Yoshinaka      | 1986 YB          | 20 dicembre 1986    | Tsuneo Niijima                 |
| 4604 Stekarstrom    | 1987 SK          | 18 settembre 1987   | Kenzo Suzuki                   |
| 4748 Tokiwagozen    | 1989 WV          | 20 novembre 1989    | Kenzo Suzuki                   |
| 4767 Sutoku         | 1987 GC          | 4 aprile 1987       | Tsuneo Niijima                 |
| 4806 Miho           | 1990 YJ          | 22 dicembre 1990    | Akira Natori                   |
| 4896 Tomoegozen     | 1986 YA          | 20 dicembre 1986    | Tsuneo Niijima                 |
| 4941 Yahagi         | 1986 UA          | 25 ottobre 1986     | Kenzo Suzuki                   |
| 4945 Ikenozenni     | 1987 SJ          | 18 settembre 1987   | Kenzo Suzuki                   |
| 4948 Hideonishimura | 1988 VF1         | 3 novembre 1988     | Watari Kakei e Minoru Kizawa   |
| 4959 Niinoama       | 1991 PA1         | 15 agosto 1991      | Akira Natori                   |
| 4998 Kabashima      | 1986 VG          | 5 novembre 1986     | Kenzo Suzuki                   |
| 5237 Yoshikawa      | 1990 UF3         | 26 ottobre 1990     |                                |
| 5240 Kwasan         | 1990 XE          | 7 dicembre 1990     | Kenzo Suzuki                   |
| 5242 Kenreimonin    | 1991 BO          | 18 gennaio 1991     | Shigeru Inoda                  |
| 5482 Korankei       | 1990 DX          | 27 febbraio 1990    | Kenzo Suzuki                   |
| 5484 Inoda          | 1990 VH1         | 7 novembre 1990     |                                |
| 5507 Niijima        | 1987 UJ          | 21 ottobre 1987     | Kenzo Suzuki                   |
| 5508 Gomyou         | 1988 EB          | 9 marzo 1988        | Watari Kakei e Minoru Kizawa   |
| 5513 Yukio          | 1988 WB          | 27 novembre 1988    | Watari Kakei e Minoru Kizawa   |
| 5520 Natori         | 1990 RB          | 12 settembre 1990   |                                |
| 5526 Kenzo          | 1991 UP1         | 18 ottobre 1991     |                                |
| 5565 Ukyounodaibu   | 1991 VN2         | 10 novembre 1991    | Akira Natori                   |
| 5578 Takakura       | 1987 BC          | 28 gennaio 1987     | Tsuneo Niijima                 |
| 5591 Koyo           | 1990 VF2         | 10 novembre 1990    |                                |
| 5592 Oshima         | 1990 VB4         | 14 novembre 1990    | Kenzo Suzuki                   |
| 5650 Mochihito-o    | 1990 XK          | 10 dicembre 1990    | Akira Natori                   |
| 5683 Bifukumonin    | 1990 UD          | 19 ottobre 1990     |                                |
| 5684 Kogo           | 1990 UB2         | 21 ottobre 1990     |                                |
| 5724 -              | 1986 WE          | 22 novembre 1986    | Kenzo Suzuki                   |
| 5741 Akanemaruta    | 1989 XC          | 2 dicembre 1989     | Watari Kakei e Minoru Kizawa   |
| 5744 Yorimasa       | 1990 XP          | 14 dicembre 1990    | Akira Natori                   |
| 5784 Yoron          | 1991 CY          | 9 febbraio 1991     | Akira Natori                   |
| 5821 Yukiomaeda     | 1989 VV          | 4 novembre 1989     | Watari Kakei e Minoru Kizawa   |
| 5830 Simohiro       | 1991 EG          | 9 marzo 1991        | Tsuneo Niijima                 |
| 5843 -              | 1986 UG          | 30 ottobre 1986     | Kenzo Suzuki                   |
| 5851 Inagawa        | 1991 DM1         | 23 febbraio 1991    | Shigeru Inoda                  |
| 5855 Yukitsuna      | 1992 UO2         | 26 ottobre 1992     | Akira Natori                   |
| 5912 Oyatoshiyuki   | 1989 YR          | 20 dicembre 1989    | Tsuneo Niijima                 |
| 6025 Naotosato      | 1992 YA3         | 30 dicembre 1992    |                                |
| 6042 Cheshirecat    | 1990 WW2         | 23 novembre 1990    | Akira Natori                   |
| 6101 Tomoki         | 1993 EG          | 1º marzo 1993       |                                |
| 6136 Gryphon        | 1990 YH          | 22 dicembre 1990    | Akira Natori                   |
| 6137 Johnfletcher   | 1991 BY          | 25 gennaio 1991     | Akira Natori                   |
| 6158 Shosanbetsu    | 1991 VB3         | 12 novembre 1991    | Tsuneo Niijima                 |
| 6160 Minakata       | 1993 JF          | 15 maggio 1993      | Yoshisada Shimizu              |
| 6197 Taracho        | 1992 AB1         | 10 gennaio 1992     | Shigeru Inoda                  |
| 6211 Tsubame        | 1991 DO          | 19 febbraio 1991    | Shigeru Inoda                  |
| 6233 Kimura         | 1986 CG          | 8 febbraio 1986     | Shigeru Inoda                  |
| 6245 Ikufumi        | 1990 SO4         | 27 settembre 1990   |                                |
| 6269 Kawasaki       | 1990 UJ          | 20 ottobre 1990     |                                |
| 6270 Kabukuri       | 1991 BD          | 18 gennaio 1991     | Shigeru Inoda                  |
| 6324 Kejonuma       | 1991 DN1         | 23 febbraio 1991    | Shigeru Inoda                  |
| 6444 Ryuzin         | 1989 WW          | 20 novembre 1989    | Kenzo Suzuki                   |
| 6448 -              | 1991 CW          | 8 febbraio 1991     | Kenzo Suzuki                   |
| 6527 Takashiito     | 1992 UF6         | 31 ottobre 1992     | Akira Natori                   |
| 6566 Shafter        | 1992 UB2         | 25 ottobre 1992     |                                |
| 6610 Burwitz        | 1993 BL3         | 28 gennaio 1993     | Akira Natori                   |
| 6642 Henze          | 1990 UE3         | 26 ottobre 1990     |                                |
| 6649 Yokotatakao    | 1991 RN          | 5 settembre 1991    | Akira Natori                   |
| 6659 Pietsch        | 1992 YN          | 24 dicembre 1992    |                                |
| 6665 Kagawa         | 1993 CN          | 14 febbraio 1993    |                                |
| 6721 Minamiawaji    | 1990 VY6         | 10 novembre 1990    |                                |
| 6725 Engyoji        | 1991 DS          | 21 febbraio 1991    | Shigeru Inoda                  |
| 6730 Ikeda          | 1992 BH          | 24 gennaio 1992     |                                |
| 6735 Madhatter      | 1992 WM3         | 23 novembre 1992    |                                |
| 6736 Marchare       | 1993 EF          | 1º marzo 1993       |                                |
| 6786 Doudantsutsuji | 1991 DT          | 21 febbraio 1991    | Shigeru Inoda                  |
| 6827 Wombat         | 1990 SN4         | 27 settembre 1990   |                                |
| 6834 Hunfeld        | 1993 JH          | 11 maggio 1993      | Yoshisada Shimizu              |
| 6838 Okuda          | 1995 UD9         | 30 ottobre 1995     | Yoshisada Shimizu              |
| 6967 -              | 1991 VJ3         | 11 novembre 1991    | Kenzo Suzuki                   |
| 6984 Lewiscarroll   | 1994 AO          | 4 gennaio 1994      | Hitoshi Shiozawa               |
| 7131 Longtom        | 1992 YL          | 23 dicembre 1992    | Akira Natori                   |
| 7301 Matsuitakafumi | 1993 AB          | 2 gennaio 1993      | Akira Natori                   |
| 7525 Kiyohira       | 1992 YE          | 18 dicembre 1992    | Akira Natori                   |
| 7952 -              | 1992 XB          | 3 dicembre 1992     | Akira Natori                   |
| 8865 Yakiimo        | 1992 AF          | 1º gennaio 1992     | Akira Natori                   |
| 9367 -              | 1993 BO3         | 30 gennaio 1993     | Akira Natori                   |
| 9769 Nautilus       | 1993 DG2         | 24 febbraio 1993    | Akira Natori                   |
| 9867 -              | 1991 VM          | 3 novembre 1991     |                                |
| (12921) 1998 WZ5    | 1998 WZ5         | 20 novembre 1998    | Yoshisada Shimizu              |
| (13230) 1997 VG1    | 1997 VG1         | 1 novembre 1997     |                                |
| 20041 Gainor        | 1992 YH          | 18 dicembre 1992    | Akira Natori                   |